# Dezember 1978
Portal Geschichte | Portal Biografien | Aktuelle Ereignisse | Jahreskalender | Tagesartikel

◄ |
19. Jahrhundert |
20. Jahrhundert
| 21. Jahrhundert

◄ |
1940er |
1950er |
1960er |
1970er
| 1980er | 1990er | 2000er | ►

◄ |
1974 |
1975 |
1976 |
1977 |
1978
| 1979 | 1980 | 1981 | 1982 | ►

◄ |
September 1978 |
Oktober 1978 |
November 1978 |
Dezember 1978 |
Januar 1979 |
Februar 1979 |
März 1979 |
►
Dieser Artikel behandelt aktuelle Nachrichten und Ereignisse im Dezember 1978.

## Tagesgeschehen

### Freitag, 1. Dezember 1978
- Bonn/Deutschland: Die Verordnung über eine allgemeine Richtgeschwindigkeit auf Autobahnen und ähnlichen Straßen nach dem Vorbild der 1966 in der Schweiz eingeführten Richtgeschwindigkeit für Personenkraftwagen tritt in Kraft. Sie empfiehlt, dass diese nicht schneller als 130 km/h fahren.[1]
- Langen/Österreich: Der längste Straßentunnel Österreichs wird für den Verkehr freigegeben. Der Arlbergtunnel ist Teil der Schnellstraße zwischen den Ländern Tirol und Vorarlberg und hat eine Länge von 13,97 km.[2]
- Wiesbaden/Deutschland: Der Hessische Landtag wählt den amtierenden Regierungschef Holger Börner (SPD) erneut zum Ministerpräsidenten. Er amtiert seit zwei Jahren und möchte die bestehende sozialliberale Koalition fortsetzen.[3]

### Sonntag, 3. Dezember 1978
- Langenhagen/Deutschland: Auf dem Flughafen Hannover-Langenhagen empfängt Niedersachsens Innenminister Wilfried Hasselmann die erste Gruppe vietnamesischer Bootsflüchtlinge nach deren Rettung vom Schiff Hai Hong im Pazifik. Sie sind den anerkannten Asylbewerbern nicht gleichgestellt, genießen aber eine Duldung als Kontingentflüchtlinge. Kritiker geben zu Bedenken, dass dieser Vorgang auch viele bislang nicht zur Flucht entschlossene Vietnamesen zu gefährlichen Fluchtversuchen animieren könne.[4]

### Dienstag, 5. Dezember 1978
- Brüssel/Belgien: Der Europäische Rat beschließt das Inkrafttreten des gemeinsamen Währungssystems in der Europäischen Wirtschaftsgemeinschaft zum 1. Januar 1979. Ein Teil des Systems ist die Europäische Währungseinheit. Mit dieser entfallen nach Willen der Regierungschefs, sobald entsprechende Abkommen ausgehandelt sind, die Wechselkurse im zwischenstaatlichen Handel.[5]
- Peking/China: Von einer Ziegelmauer in der Xidan-Straße aus verteilen Aktivisten an Eingeweihte Hektografien einer „Menschenrechtserklärung“. Der vor der Mauer postierte Elektriker Wei Jingsheng, der in den Morgenstunden ein Plakat mit der Forderung nach mehr individuellen Freiheiten an der Mauer anbrachte, verliest die 19 Punkte der Erklärung, gefordert werden u. a. die Einführung eines Mehrparteiensystems und die Erlaubnis, dass Chinesen zu Ausländern Kontakt aufnehmen dürfen.[6]

### Mittwoch, 6. Dezember 1978
- Barcelona, Madrid/Spanien: Landesweit stimmt die Bevölkerung dem Entwurf der neuen Verfassung zu, die den Übergang zu einer Demokratie sicherstellen soll. Der Text beinhaltet auch das in Katalonien besonders umstrittene Gebot der „Unteilbarkeit Spaniens“, dennoch stimmen nur 10 % der teilnehmenden wahlberechtigten Katalanen gegen die Verfassung.[7]

### Sonntag, 10. Dezember 1978
- Bratislava/Tschechoslowakei: Die Auswahl der DDR wird bei der 7. Frauen-WM im Handball zum dritten Mal Weltmeister. Die Titelverteidigerinnen siegen zum Abschluss der Finalrunde 16:12 gegen die Auswahl des Gastgebers.[8]

### Montag, 11. Dezember 1978
- Genf/Schweiz: Da viele Länder Südostasiens ihre Grenzen für Bootsflüchtlinge inzwischen geschlossen haben, bittet der Hohe Flüchtlingskommissar der Vereinten Nationen Poul Hartling alle anderen Staaten um die Aufnahme der festsitzenden Personen. Zur weiteren Erörterung des Problems werde er im kommenden Jahr ein Treffen mit interessierten Nationen einberufen.[9]
- New York/Vereinigte Staaten: Aus dem Cargoterminal der Fluggesellschaft Lufthansa am Flughafen John F. Kennedy stehlen sechs bewaffnete Männer Bargeld und Juwelen im Wert von annähernd 5,8 Millionen US-Dollar.[10]
- Teheran/Iran: Schätzungsweise 2 Millionen Menschen demonstrieren in der Hauptstadt gegen die monarchische Regentschaft des Schah Mohammad Reza Pahlavi, dem sie einen ausschweifenden Lebensstil nachsagen, während das Volk stark unter den jüngsten Einbußen im iranischen Erdölgeschäft leidet.[11]

### Mittwoch, 13. Dezember 1978
- Peking/China: Deng Xiaoping, führendes Mitglied der Kommunistischen Partei Chinas (KPC), hält auf dem dritten Plenum des elften KPC-Parteitags eine Rede, in der sich die Abkehr vom politischen Diktat des Maoismus manifestiert, u. a. führt Xiaoping aus, dass die „‚Befreiung‘ der Gedanken“, die „Gewinnung der Wahrheit aus Fakten“ und die „Einigkeit“ zu den Leitlinien der KPC werden müssten. Xiaoping verurteilt offiziell die von Mao Zedong befehligte Kulturrevolution zwischen 1966 und 1976 als kontraproduktiv für die Volkswirtschaft.[12]

### Freitag, 15. Dezember 1978
- Los Angeles/Vereinigte Staaten: Marvin Gaye veröffentlicht sein 15. Studioalbum mit dem Namen Here, My Dear. Es ist ein Doppelalbum und erscheint auf dem Motown-Unterlabel Tamla Records.

### Montag, 18. Dezember 1978
- New York/Vereinigte Staaten: Die Vereinten Nationen nehmen Dominica als neues Mitglied auf.[13]

### Samstag, 23. Dezember 1978
- Phnom Penh/Kambodscha: Die drei westlichen Besucher der eigentlich hermetisch gegen die Außenwelt abgeriegelten Hauptstadt des Landes werden von vermummten Personen in ihrem Hotel attackiert. Während die amerikanischen Journalisten Elizabeth Becker und Richard Dudman den Angreifern entkommen, wird der britische Herausgeber einer politischen Zeitschrift und Hochschullehrer Malcolm Caldwell ermordet.[14]

### Sonntag, 24. Dezember 1978

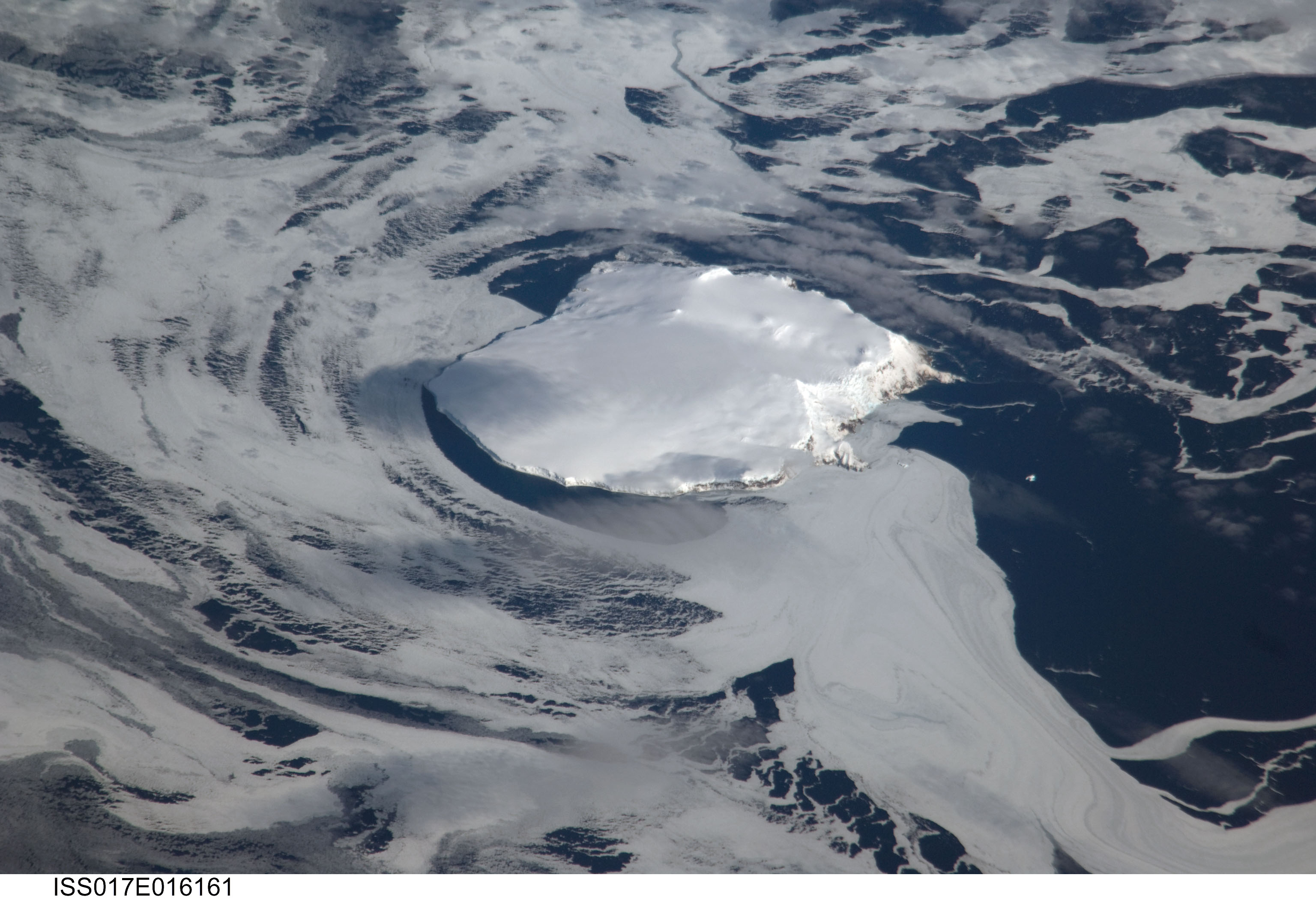
Bouvetøya

- Bouvetøya: Eine der am schwierigsten zu erreichenden und einsamsten Inseln der Erde, die Bouvetinsel, verfügt seit heute über Bewohner. Norwegische Biologen und Geologen werden die 49 km² große Insel zwischen Südafrika und dem Königin-Maud-Land voraussichtlich bis März 1979 erforschen.[15]

### Montag, 25. Dezember 1978
- Ankara/Türkei: Die Regierung unter Ministerpräsident Bülent Ecevit von der Republikanischen Volkspartei verhängt das Kriegsrecht in 13 Provinzen. Die Welle der Gewalt im Land hält an. Das gilt auch für die Ausschreitungen in Maraş, bei denen in den letzten Tagen mehr als 100 Personen durch Gewalteinwirkung starben und rund 1.000 weitere verletzt wurden. Insgesamt starben im Jahr 1978 etwa 600 Menschen in der Türkei durch politisch motivierte Gewalt.[16]
- Kambodscha: Die Vietnamesische Volksarmee überschreitet mit rund 100.000 Mann die Grenze zu Kambodscha, um die kommunistischen Diktatoren der Roten Khmer zu entmachten. Die Regierungen der beiden Länder bezeichnen sich zwar beide als „kommunistisch“, doch im Dezember 1977 brachen Streitigkeiten über den Verlauf der Grenze aus.[17]

### Dienstag, 26. Dezember 1978
- Paris/Frankreich: In der französischen Hauptstadt beginnt eine Rallye von Paris nach Dakar im Senegal. Ausrichter der erstmals ausgetragenen „Rallye Paris−Dakar“ ist eine Organisation unter Führung des Motorradsportlers Thierry Sabine.[18]

### Freitag, 29. Dezember 1978
- Madrid/Spanien: Die neue Verfassung des Königreichs Spanien tritt in Kraft. Im Wesentlichen galten die neuen Verfassungsgesetze bereits in der Regierungszeit des Diktators Francisco Franco, der bis 1975 Staatsoberhaupt war.[19]
- Teheran/Iran: Schah Mohammad Reza Pahlavi ernennt Schapur Bachtiar von der oppositionellen Nationalen Front zum neuen Ministerpräsidenten, nachdem es ihm nicht gelang, die Unruhen im Iran durch eine Verhängung des Kriegsrechts zu beenden.[20]

### Samstag, 30. Dezember 1978
- Norddeutschland, Ostsee: Der Wintereinbruch in Norddeutschland entwickelt sich zum Katastrophenereignis. Er trifft vor allem das Land Schleswig-Holstein und den Bezirk Rostock. In der Ostsee kommt es zu Sturmhochwasser.[21]